# Linus Sandgren
Linus Sandgren (* 5. Dezember 1972 in Stockholm als Nils Theo Linus Sandgren) ist ein schwedischer Kameramann.

## Leben und Karriere
Linus Sandgren wurde im Dezember 1972 in Stockholm geboren und besuchte dort die Berghs School of Communication. Seine Karriere begann er in der Werbebranche, so als Kameramann für eine Vielzahl von Werbespots und Musikvideos. Ab Mitte der 1990er Jahre war er zunächst als Zweiter und später als Erster Kameraassistent an einigen schwedischen Filmen beteiligt. Dazu zählen unter anderem 1997 Selma und Johanna und 1999 Zero Tolerance – Zeugen in Angst. Ab 2000 arbeitete er dann als alleiniger Kameramann für Kurzfilme und fürs Fernsehen.
Sein erster Kinofilm, Måns Mårlinds Fantasy-Thriller Storm, wurde 2005 veröffentlicht und brachte Sandgren 2007 den schwedischen Filmpreis Guldbagge in der Kategorie Beste Kamera ein. Auch bei seinem zweiten Kinofilm, dem Horrorfilm Shelter (2010) mit Julianne Moore in der Hauptrolle, kam er zu einer Zusammenarbeit mit Mårlind. 2012 wurden mit der Tragikomödie Viel Glück, und passt auf euch auf und dem Filmdrama Promised Land gleich zwei Filme veröffentlicht, an denen Sandgren als Kameramann beteiligt war.
Zu seinen weiteren Arbeiten gehören David O. Russells American Hustle (2013) und Lasse Hallströms Madame Mallory und der Duft von Curry (2014). Im Dezember 2015 hatte die Filmbiografie Joy – Alles außer gewöhnlich mit Jennifer Lawrence in der Titelrolle Premiere, bei der Sandgren erneut mit Russell zusammengearbeitet hatte. Für seine Kameraarbeit an Damien Chazelles vielfach preisgekröntem Filmmusical La La Land erhielt er 2017 den Oscar. Die Zusammenarbeit mit Damien Chazelle setzt sich bis heute fort.

## Filmografie (Auswahl)
- 2005: Storm
- 2006: Der Rebell des Königs (Snapphanar, Miniserie)
- 2010: Shelter
- 2012: Viel Glück, und passt auf euch auf (Lycka till och ta hand om varandra)
- 2012: Promised Land
- 2013: American Hustle
- 2014: Madame Mallory und der Duft von Curry (The Hundred-Foot Journey)
- 2015: Joy – Alles außer gewöhnlich (Joy)
- 2016: La La Land
- 2017: Battle of the Sexes – Gegen jede Regel (Battle of the Sexes)
- 2018: Aufbruch zum Mond (First Man)
- 2018: Der Nussknacker und die vier Reiche (The Nutcracker and the Four Realms)
- 2021: Keine Zeit zu sterben (No Time to Die)
- 2021: Don’t Look Up
- 2022: Babylon – Rausch der Ekstase (Babylon)
- 2023: Saltburn